# Eva Schneidereit
Eva Schneidereit (* in Dortmund) ist eine deutsche Opern- und Konzertsängerin (Mezzosopran/Alt). 

## Leben
Eva Schneidereit studierte nach dem Abitur Gesang an der Musikhochschule Lübeck und Hochschule für Musik und Tanz Köln und nahm nach dem Diplom mit Auszeichnung ein ergänzendes Studium bei Prof. Ute von Garczynski auf. Schon während des Studiums sang die Mezzosopranistin verschiedene Rollen am Theater Lübeck und widmete sich der modernen Musik mit zahlreichen Uraufführungen, so auch unter der Leitung von Kent Nagano. Als Teil der Gruppe „Hommage“ trat sie in zahlreichen Fernsehformaten auf und präsentierte Operettenmelodien u. a. in „Kein schöner Land“, „Wunderschöner Norden“ und „Aktuelle Schaubude“. Die Mezzosopranistin absolvierte Meisterklassen bei Kammersängerin Edda Moser, Dagmar Pecková, Montserrat Caballé und Kai Wessel.
Von 2004 bis 2012 war sie am Theater Osnabrück engagiert. Zu den wichtigsten Partien zählen u. a. Eboli in Don Carlo, Charlotte in Werther, Ljubascha in Die Zarenbraut, die Muse in Hoffmanns Erzählungen sowie die Titelrolle im Porter-Musical Kiss Me, Kate. Die CD-Produktion La nonne sanglante von Charles Gounod mit Eva Schneidereit in der Titelpartie erhielt den Preis der deutschen Schallplattenkritik als beste Opernaufnahme. Sie sang in zahlreichen Uraufführungen wie „Lavinia A“ von André Werner, „One Woman Opera“ von Charlotte Seither, „Neda – der Ruf“ vom iranischen Komponisten Nader Mashayekhi. In der Johannespassion trat sie zusammen mit dem Teheran Philharmonic Orchestra im Iran als erste Frau seit 30 Jahren solistisch auf. Gastengagements führten Eva Schneidereit u. a. ans Opernhaus Kiel, ans Stadttheater Bremerhaven, ans Theater Hagen, nach Gera, Lübeck, Hamburg und Seoul, wo sie u. a. das traditionelle koreanische Volkslied "Schnee" im 1. Friedenskonzert im Jahr 2013 sang. Zusammen mit Hardy Schwetter alias Christian Steiffen singt sie den Erfolgsschlager "Du und Ich". Eva Schneidereit hat ein neues Programm mit Chansons und Liedern unter dem Titel "Ich liebe das Leben" erarbeitet.
Am Schleswig-Holsteinischen Landestheater gab sie ihr Debüt als Vera im Kammermusical „Elternabend“ von Thomas Zaufke. Es folgten Marcellina in Le nozze di Figaro, Anna in Egks Oper Der Revisor, Gräfin Geschwitz in Lulu sowie in den vergangenen Spielzeiten in ganz unterschiedlichen Partien in den Musicals „In achtzig Tagen um die Welt“  oder Guys and Dolls, in den Operetten Gräfin Mariza und Der Vogelhändler und den Opern Le Grand Macabre als Mescalina, Der fliegende Holländer als Mary und Rigoletto als Giovanna. Jüngst sang Eva Schneidereit die Ludmila in Smetanas Die verkaufte Braut. In den Produktionen "Musical-Gala" und "Operettengold" übernahm sie nicht nur den Vokalpart, sondern moderierte mit eigenen Texten als Dolly Buschinsky und Dörte Feddersen. In ihren neusten Rollen überzeugt Eva Schneidereit in Engelbert Humperdincks Hänsel und Gretel sowohl als Mutter Getrud wie auch als Knusperhexe Rosina Leckermaul und jüngst in André Previns A Streetcar Named Desire als Eunice Hubbel.
Eva Schneidereit ist verheiratet und hat zwei Kinder.

## Diskografie (Auswahl)
- Charles Gounod, La nonne sanglante, Agnès, Osnabrücker Symphonieorchester, Leitung: Hermann Bäumer (cpo 777 388-2)
- Franz Lehar, Der Graf von Luxemburg, Gräfin Stasa Kokozow, Osnabrücker Symphonieorchester, Leitung: [Daniel Inbal (cpo 777 788-2)

## Videos (Auswahl)
- Christian Steiffen & Eva Schneidereit - Du und Ich auf YouTube, abgerufen am 3. Juni 2023.